# Pacific DC Intertie

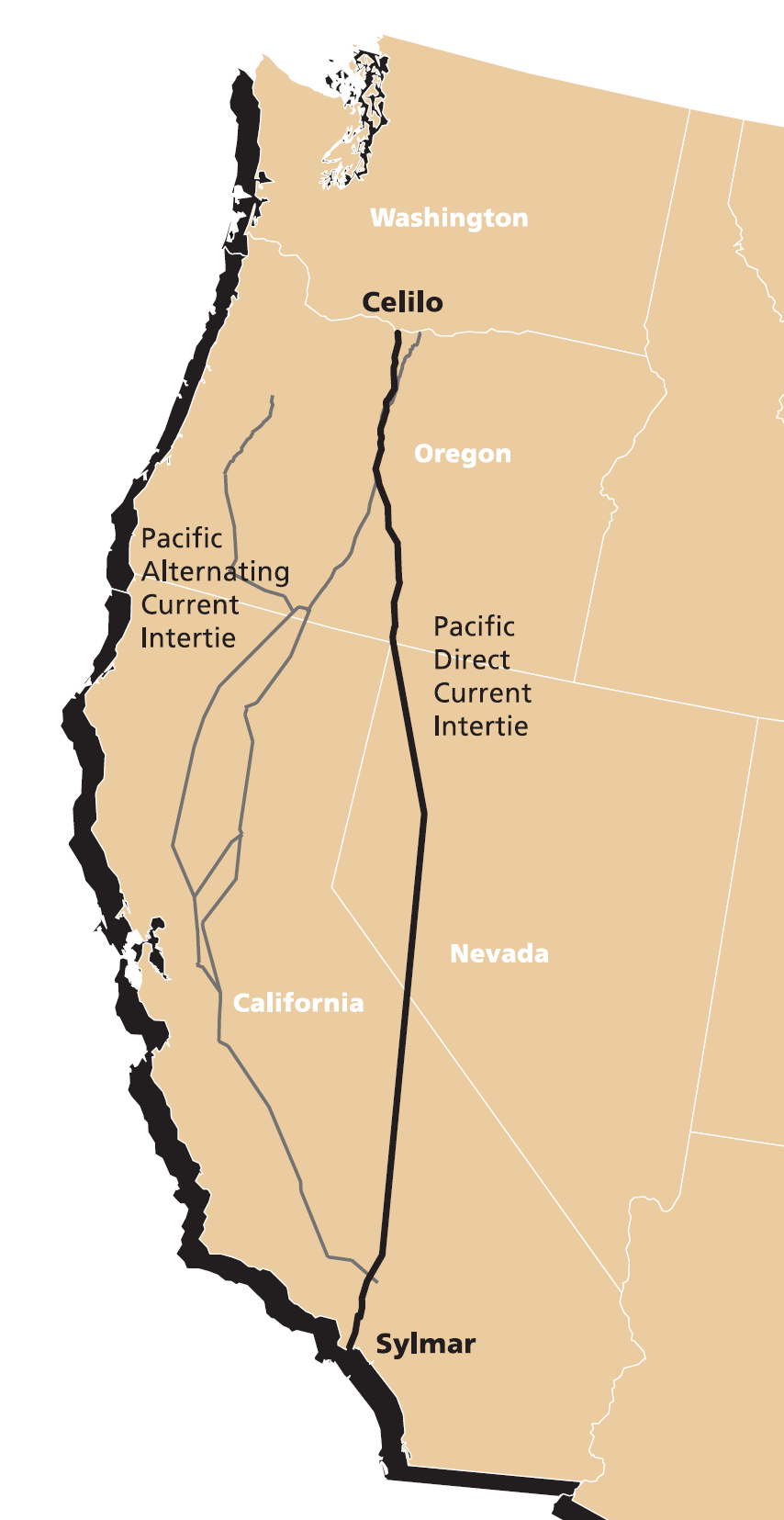
Verlauf der Pacific DC Intertie im Westen der USA

Die Pacific DC Intertie, auch als Path 65 bezeichnet, ist eine Hochspannungs-Gleichstrom-Übertragungsleitung (HGÜ) im Westen der USA, welche dazu dient, elektrische Energie aus dem Norden der USA in den Großraum Los Angeles zu transportieren.
Die Leitung beginnt im Norden des Bundesstaates Oregon bei der Celilo-Konverterstation nahe dem Columbia River und endet nach 1362 km im Süden von Kalifornien im Stadtteil Sylmar von Los Angeles. Sie wird von der Bonneville Power Administration und dem Los Angeles Department of Water and Power (LADWP) betrieben. Die Übertragungskapazität der HGÜ beträgt maximal 3100 MW, was im Jahr 2006 ca. ⅔ des Strombedarfs des Großraums Los Angeles entsprochen hat.

## Aufbau

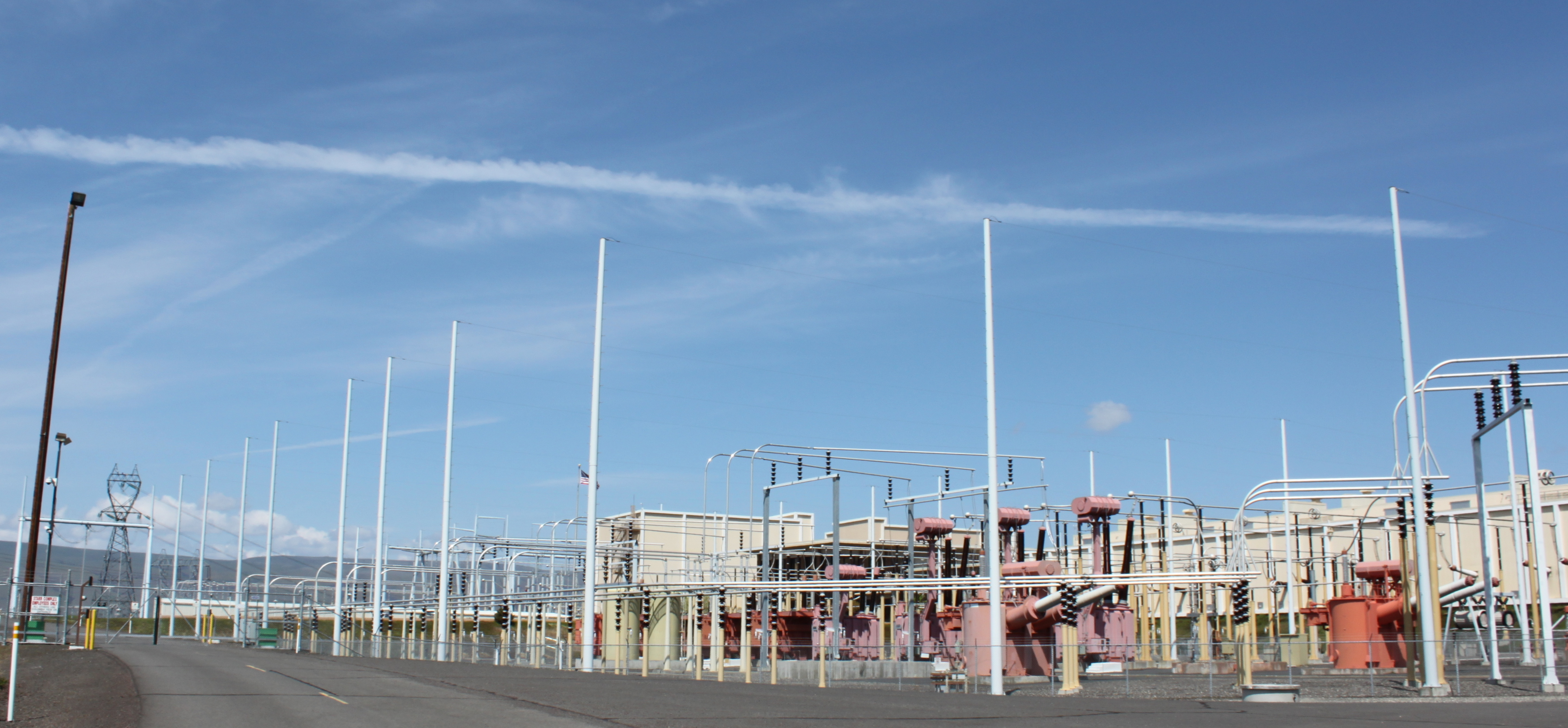
Nördliche HGÜ-Konverterstation in Celilo

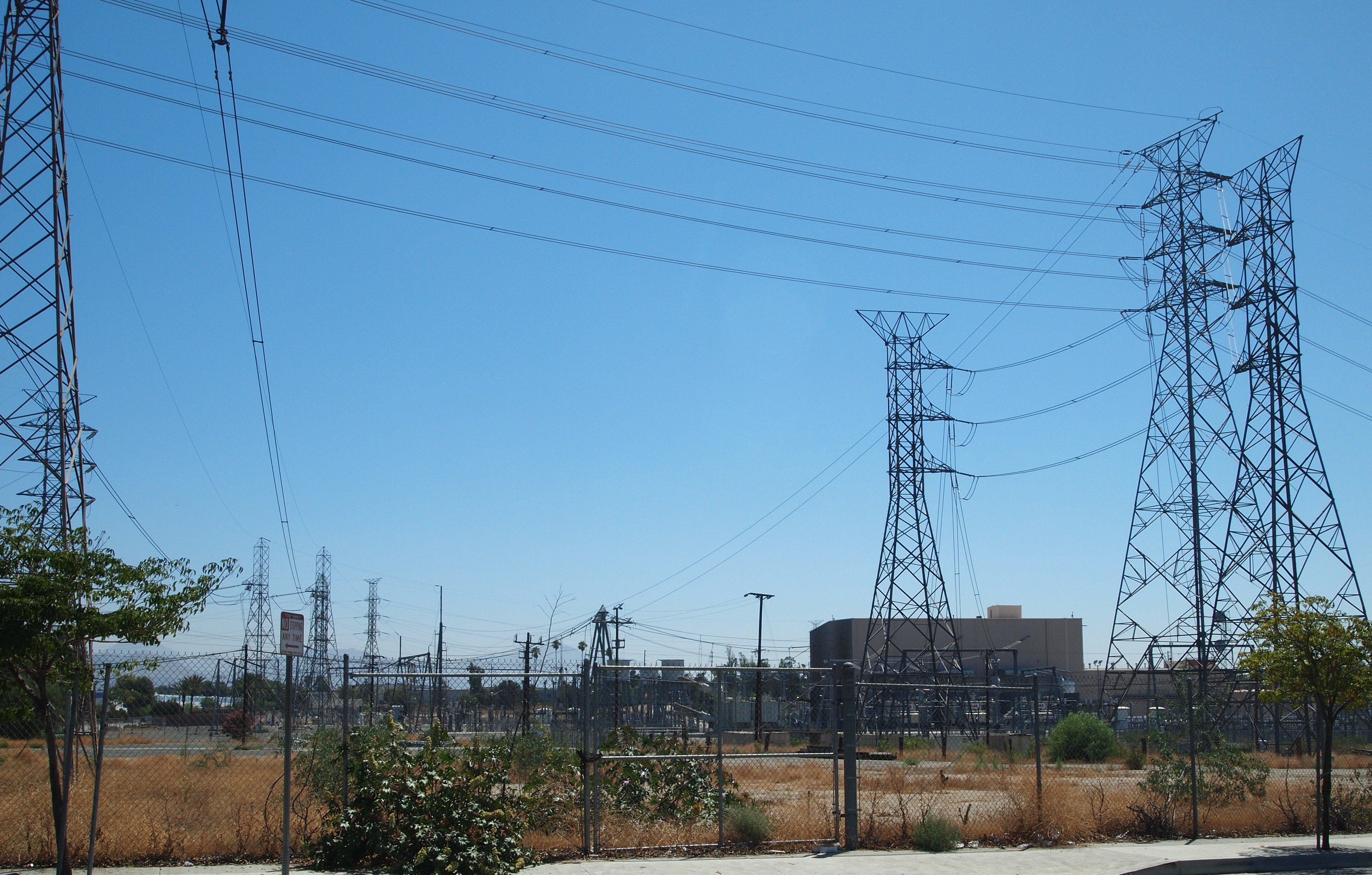
Südliche HGÜ-Konverterstation in Sylmar

Die HGÜ besteht aus zwei Leitern und kann sowohl monopolar mit +500 kV und der Erdung als Rückleiter als auch bipolar mit ±500 kV mit einer maximalen Leistung von 2000 MW betrieben werden. Im monopolaren Betrieb mit Verwendung des Erders beträgt die Leistung je Leiter 1550 MW, im bipolaren Betrieb bei Nutzung beider Leiter ohne Erder 1000 MW. Der Strom pro Leiter, es werden dafür Bündelleiter mit je zwei Leiterseilen eingesetzt, beträgt maximal 3,1 kA.
Im monopolaren Betrieb fließt ein großer Strom über den Erder. Die dafür nötige Erdungsanlage in Celilo befindet sich im Abstand von 10 km zur Konverterstation, sie besteht aus einem metallischen Eisenring im Erdreich mit einem Durchmesser von 3255 m. Zur Vermeidung von Elektrolyse, welche die metallische Erdungselektrode zerstören würde, ist der metallische Leiter in Petrolkoks eingebettet, welche den elektrischen Kontakt zum umgebenden Erdreich herstellt. Der Erdungswiderstand beträgt 0,43 Ω. Die Erdungsanlage im Süden befindet sich 48 km von der Konverterstation entfernt im Pazifischen Ozean und weist einen Erdungswiderstand von 1,13 Ω auf.
Die südliche HGÜ-Konverterstation Sylmar wurde 1970 in Betrieb genommen und war ursprünglich mit Quecksilberdampfgleichrichtern ausgestattet. Im Jahr 1972 musste die Stromrichterstation in Sylmar nach einem Erdbeben zum größten Teil neu aufgebaut werden. 1985 und 1989 wurde die Leistung mit zusätzlichen Thyristoren auf 3100 MW erhöht. 2005 wurden alle Quecksilberdampfgleichrichter und die alten Thyristoren durch einen neuen Zwölfpulsgleichrichter mit Thyristoren ersetzt.
Hersteller der Konverterstationen sind die schwedische Firma Allmänna Svenska Elektriska Aktiebolaget (ASEA), heute Asea Brown Boveri (ABB), und General Electric.
Neben der HGÜ Pacific DC Intertie existiert in Westen der USA noch die HGÜ Intermountain (Path 26) zwischen Utah und Adelanto in Kalifornien.